# Doctor of Health Science
O Doctor of Health Science (DHSc) é um doutorado acadêmico pós-profissional para aqueles que pretendem seguir ou avançar em uma carreira de prática profissional em Ciências da Saúde e Sistemas de Prestação de Cuidados de Saúde, que pode incluir prática clínica, educação, administração e pesquisa. As credenciais de mestre são um requisito para os programas DHSc. 
Os indivíduos que concluem o DHSc enfrentam o desafio particular de compreender e adaptar o conhecimento científico para obter ganhos e resultados em saúde. Este grau leva a uma carreira em administração de alto nível, ensino, pesquisa aplicada ou prática, onde são necessárias capacidades analíticas e conceituais avançadas. O Doutor em Ciências da Saúde é um diploma que prepara profissionais acadêmicos em funções de saúde e liderança. O primeiro diploma de Doutor em Ciências da Saúde foi dado pela University of St. Augustine for Health Sciences em 2000.